# Kamenica (powiat Sabinov)
Kamenica – wieś (obec) na Słowacji, w kraju preszowskim w powiecie Sabinov. 

## Położenie
Znajduje się w dolinie Lipiańskiego Potoku (Lipianský potok), w dwóch regionach geograficznych; wschodnia część wsi położona jest na stokach Gór Czerchowskich, zachodnia na równinach Szaryszu (podregion: Ľubotínska pahorkatina). W obrębie miejscowości znajdują się zbudowane ze skał wapiennych skałki należące do Pienińskiego Pasa Skałkowego: Slatina pri Šarišskom Jastrabí, Spiací mních, Zámok. Na tym ostatnim znajdują się ruiny Zamku w Kamenicy (Kamenický hrad).  

## Opis miejscowości
Pierwsze wzmianki o miejscowości pochodzą z roku 1248. 
Według danych z dnia 31 grudnia 2010 wieś zamieszkiwało 1867 osób, w tym 913 kobiet i 954 mężczyzn. We wsi znajdował się sklep spożywczy, lokal gastronomiczny, warsztat mechaniczny, biblioteka, boisko piłkarskie, sala gimnastyczna, a także urząd pocztowy.
W 2001 roku względem narodowości i przynależności etnicznej 99,06% populacji stanowili Słowacy, 0,33% Romowie, 0,11% Czesi, a 0,06% Ukraińcy. 97,74% spośród mieszkańców wyznawało rzymskokatolicyzm, a 1,38% grekokatolicyzm. We wsi znajdowało się 505 domostw.

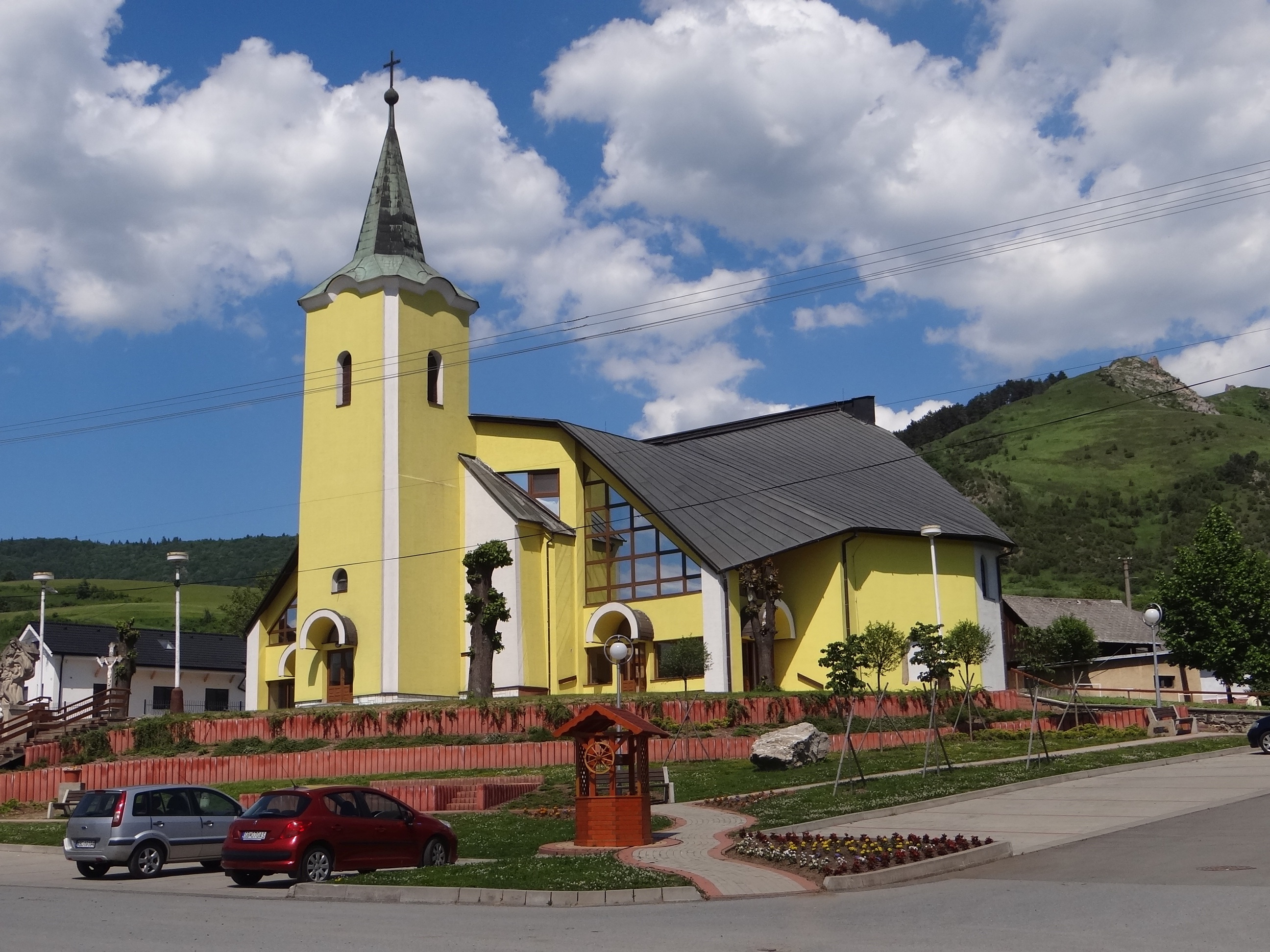
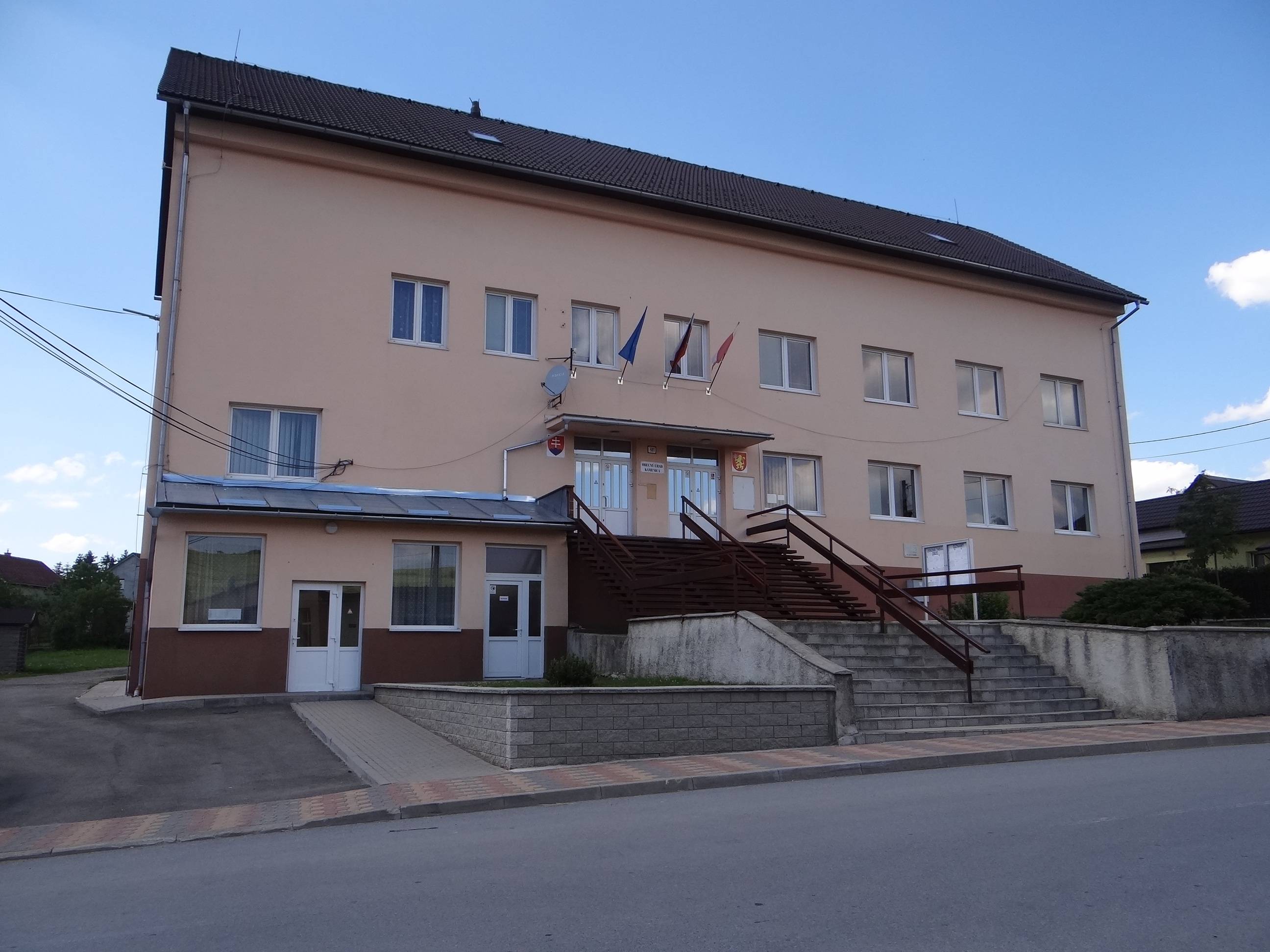
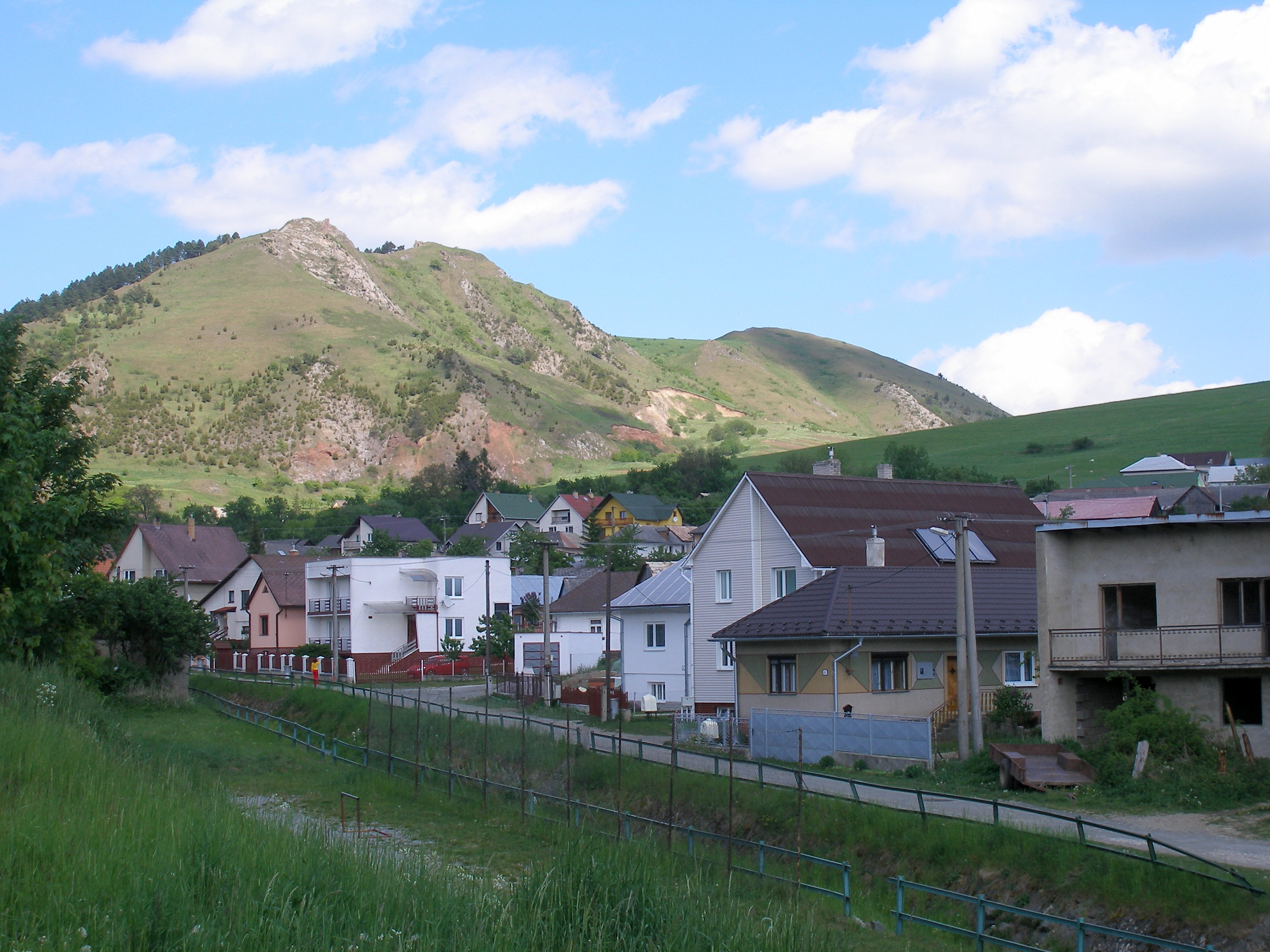